# Gonomyia terraereginae
Gonomyia terraereginae är en tvåvingeart som beskrevs av Alexander 1921. Gonomyia terraereginae ingår i släktet Gonomyia och familjen småharkrankar. Inga underarter finns listade i Catalogue of Life.